# Gonocarpus halconensis
Gonocarpus halconensis là một loài thực vật có hoa trong họ Haloragaceae. Loài này được (Merr.) Orchard miêu tả khoa học đầu tiên năm 1975.